# Copernicia fallaensis
Copernicia fallaensis es una especie de palmera endémica de Cuba.

## Descripción
A pesar de que una vez fue abundante en las provincias de Camagüey, Ciego de Ávila y Villa Clara,  en la actualidad sólo hay una pequeña comunidad de menos de 100 árboles que quedan en la sabana secundaria cerca de la ciudad de Falla (Ciego de Ávila), de la que toma el nombre. Se considera en peligro crítico de extinción. 
Copernicia fallaensis produce un tronco liso, de color gris claro, que puede alcanzar hasta los 20 m  de altura. La corona redondeada se compone de muchas hojas-.

## Taxonomía
Copernicia fallaensis fue descrita por Joseph Sylvestre Sauget y publicado en Revista de la Sociedad de Cuba 4: 21. 1931.
Etimología
Copernicia: nombre genérico que fue nombrado en honor del astrónomo polaco Nicolás Copérnico.
fallaensis: epíteto geográfico que alude a su localización en Falla (Ciego de Ávila) de Cuba.